# Aeroportul Clinton-Sampson County
Aeroportul Clinton-Sampson County (IATA: CTZ, ICAO: KCTZ, FAA LID: CTZ) este un aeroport din Carolina de Nord, Statele Unite ale Americii ce deservește zona Clinton⁠(d). A fost numit după zona deservită.
Situat la o altitudine de 44 m, aeroportul dispune de 1 pistă.

## Infrastructură

### Piste
Aeroportul dispune de o singură pistă. Pista 06/24 are suprafața de asfalt și dimensiunile 5.002 picioare × 75 picioare. 